# Quartetto di Venezia
Il Quartetto di Venezia è un quartetto d'archi italiano attivo dal 1981.

## Formazione
- Violino I: Andrea Vio (violino Pierre Dalphin, Ginevra, 1980)
- Violino II: Alberto Battiston (violino Eugenio Degani, Venezia, 1897)
- Viola: Mario Paladin (viola Filippo Fasser, Brescia, 1990)
- Violoncello: Angelo Zanin (violoncello Marcello Giovanni Battista Martinenghi, Venezia, 1931)

Nella precedente formazione (anni '90 fino ai primi anni 2000), che includeva il violista Luca Morassutti, il Quartetto possedeva e suonava anche 2 o 3 strumenti del maestro bolognese Roberto Regazzi e molte loro registrazioni di quegli anni ne rendono caratteristica testimonianza.

## Storia
Il Quartetto di Venezia ha suonato in importanti sedi e festival in Italia e nel mondo tra cui: National Gallery a Washington, Palazzo delle Nazioni Unite a New York, Sala UNESCO a Parigi, IUC e Accademia Filarmonica Romana a Roma, Serate Musicali, Società del Quartetto e Società dei Concerti di Milano, Kissinger Sommer, KlangBogen Wien, Palau de la Música Catalana di Barcellona, Giardini di Tivoli a Copenaghen, Société Philarmonique a Bruxelles, Konzerthaus Berlin, Gasteig a Monaco di Baviera, Beethovenfest a Bonn, Laeiszhalle di Amburgo, Filarmonica di Mosca e Teatro Colón di Buenos Aires. 
Ha collaborato con artisti di fama mondiale tra i quali Bruno Giuranna, il Quartetto Borodin, Piero Farulli, Paul Szabo, Oscar Ghiglia, Danilo Rossi, Pietro De Maria, Alirio Díaz, Alessandro Carbonare, Andrea Lucchesini e Mario Brunello.
La produzione discografica include registrazioni per Decca, Naxos, Dynamic, Fonit Cetra, Unicef, Navona e Koch. Per i suoi dischi ha ottenuto la nomination ai Grammy Award. Numerose sono anche le registrazioni radiofoniche e televisive per la Rai, Bayerischer Rundfunk, New York Times (WQXR), ORF1, Schweizer DRS2, Radio Clasica Espanola, MBC Sudcoreana.
Dal 2017 è “quartetto in residenza” della Fondazione Giorgio Cini. Nel 2018 in occasione del 35º anniversario, il Quartetto di Venezia ha ricevuto una targa di rappresentanza dal Presidente della Repubblica Italiana.

## Discografia
| Titolo                                                                               | Etichetta      | Codice       | Registrazione                              |
| ------------------------------------------------------------------------------------ | -------------- | ------------ | ------------------------------------------ |
| Ludwig van Beethoven: quartetti op.18 n.3 e op.59 n.3 "Rasumovsky"                   | UNICEF         | DC - U33     | Genova, novembre 2000                      |
| Curt Cacioppo: "Italia"                                                              | Navona Records | NV5826       | Preganziol, 2010                           |
| Curt Cacioppo: "Ritornello"                                                          | Navona Records | NV5956       | Preganziol 2014                            |
| Luigi Boccherini: quartetti op.8 (vol. I)                                            | Dynamic        | CDS 111      | Genova, 1-2-3-4 marzo 1994                 |
| Luigi Boccherini: quartetti op.39 - 41 - 64 (vol. II)                                | Dynamic        | CDS 127      | Genova, 19/21 ottobre 1994                 |
| Luigi Boccherini: quartetti op. 52 (vol. III)                                        | Dynamic        | CDS 154      | Genova, 6-7-8 luglio 1995                  |
| Gian Francesco Malipiero: integrale degli otto quartetti (2 cd)                      | Dynamic        | CDS 168/1-2  | Genova, 7/10 maggio - 16/19 settembre 1996 |
| Camille Saint-Saëns: i due quartetti per archi                                       | Dynamic        | CDS 179      | Genova, 10/15 maggio 1997                  |
| Ottorino Respighi: "Quartetto Dorico" e quartetto in Re minore                       | Dynamic        | CDS 276      | Genova, 3/6 maggio 2000                    |
| Karl Amadeus Hartmann: quartetto n.2 Hans Krása: Passacaglia e Fuga per trio d'archi | Fonit Cetra    | NFCD 2033    |                                            |
| Fun time with the string quartet                                                     | Dynamic        | CDS 195      | Genova, 15-16-17 settembre 1997            |
| Ottorino Respighi: "Il Tramonto" per baritono e quartetto d'archi                    | Koch           | 3-7215-2     |                                            |
| Giuseppe Martucci - Ottorino Respighi: quintetti per pianoforte ed archi             | Ermitage       | ERM 410      |                                            |
| Antonio Bazzini: integrale dei sei quartetti per archi (3 cd)                        | Dynamic        | 418/1-3      | Genova, dicembre 2001 - marzo 2002         |
| Giuseppe Verdi, Giacomo Puccini, Riccardo Zandonai: quartetti per archi              | Dynamic        | CDS 461      |                                            |
| Quartetti italiani (10 cd)                                                           | Dynamic        | CDS 486/1-10 |                                            |
| Ludwig van Beethoven: integrale dei quintetti per archi (2 cd)                       | Dynamic        | CDS 484/1-2  | Padova, aprile/maggio 2005                 |
| Luigi Cherubini: Integrale dei sei quartetti per archi (3 CD)                        | Decca          | 476 3604     |                                            |
| Alfredo Casella - Guido Turchi: I quartetti per archi                                | Naxos          | 8.573019     |                                            |